# Hyla perrini
Hyla perrini es una especie de anfibio anuro de la familia Hylidae.

## Distribución geográfica
Esta especie vive en el valle del Po y en los valles adyacentes del norte de Italia y el cantón de Ticino (Suiza) en Eslovenia. Los especímenes de holotipo fueron recogidos en Piazzogna, Suiza.

## Descripción
Está genéticamente cerca de Hyla intermedia, con lo que se ha confundido, y con el que se hibrida al noroeste de los Apeninos, en la región italiana de Emilia-Romaña. También se hibrida con Hyla arborea a lo largo de Isonzo, Italia y Eslovenia. Su canto también es indistinguible del de Hyla intermedia.

## Etimología
Esta especie lleva el nombre en honor a Nicolas Perrin, exprofesor ordinario de la Facultad de Biología y Medicina de la Universidad de Lausana.

## Publicación original
- (en) Christophe Dufresnes, Glib Mazepa, Nicolas Rodrigues, Alan Brelsford, Spartak N. Litvinchuk, Roberto Sermier, Guillaume Lavanchy, Caroline Betto-Colliard, Olivier Blaser, Amaël Borzée, Elisa Cavoto, Guillaume Fabre, Karim Ghali, Christine Grossen, Agnes Horn, Julien Leuenberger, Barret C. Phillips, Paul A. Saunders, Romain Savary, Tiziano Maddalena, Matthias Stöck, Sylvain Dubey, Daniele Canestrelli et Daniel L. Jeffries, « Genomic Evidence for Cryptic Speciation in Tree Frogs From the Apennine Peninsula, With Description of Hyla perrini sp. nov », Frontiers in Ecology and Evolution, vol. 6, n.º 144, octubre de 2018[4]